# نایمونیک
نایمونیک یک علامت تجاری ثبت شده از شرکت متال‌های خاص است که به خانواده‌ای از سوپرآلیاژهای پایه نیکلی با دماهای بالا و خزش پایین اشاره دارد. آلیاژهای نایمونیک معمولاً شامل بیش از ۵۰٪ نیکل و ۲۰٪ کروم هستند و با افزودنی‌هایی مانند تیتانیم و آلومینیم ترکیب می‌شوند.
استفاده اصلی این آلیاژها در قطعات توربین‌های گازی و موتورهای احتراق داخلی با عملکرد بسیار بالا است. خانواده آلیاژهای نایمونیک نخستین بار در دهه ۱۹۴۰ توسط تیم‌های تحقیقاتی در کارخانه ویگین در شهر هرفورد انگلستان، به منظور توسعه موتور جت ویتل طراحی و توسعه یافت.

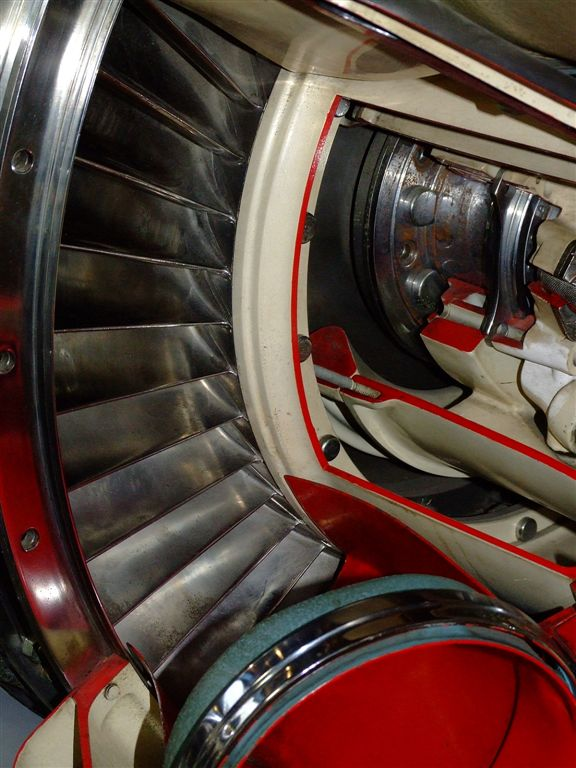
پره‌های توربین Nimonic 80A در موتور Rolls-Royce Nene

## توسعه
خانواده آلیاژهای نایمونیک نخستین بار در دهه ۱۹۴۰ توسط تیم‌های تحقیقاتی در کارخانه ویگین در شهر هرفورد انگلستان، به منظور توسعه موتور جت ویتل طراحی و توسعه یافت. لئونارد بسمر پیفیل در کارخانه وینگین اینکو در بیرمنگام بریتانیا، به توسعه آلیاژ نایمونیک ۸۰ در سال ۱۹۴۱ پرداخت که در موتور جت W.2B استفاده شد. چهار سال بعد، آلیاژ نایمونیک 80A معرفی شد که امروزه به‌طور گسترده‌ای در سوپاپ‌های موتور استفاده می‌شود. به تدریج، آلیاژهای قوی‌تری توسعه داده شدند: نایمونیک آلیاژ ۹۰ در سال ۱۹۴۵، نایمونیک آلیاژ ۱۰۰ در سال ۱۹۵۵، آلیاژهای نایمونیک ۱۰۵ در سال ۱۹۶۰ و نایمونیک ۱۱۵ در سال ۱۹۶۴ که به رهبری پروفسور جان گیتوس (مهندس برجسته و دکترای فناوری در سال ۱۹۸۶) توسعه داده شد.
نایمونیک ۷۵ توسط اتحادیه اروپا به عنوان یک ماده مرجع استاندارد برای خزش (creep) گواهی شده است. این استانداردها و مستندات از اهمیت بالایی برخوردارند و به ارزیابی و تست خواص نایمونیک کمک می‌کنند.

## روش‌های تولید
روش‌های تولید نایمونیک شامل چندین فرایند کلیدی است که به ایجاد این سوپرآلیاژ با خواص مکانیکی و حرارتی بالا کمک می‌کند. یکی از متداول‌ترین روش‌ها، ریخته‌گری است که شامل ذوب مواد اولیه مانند نیکل و کروم در کوره‌های با دمای بالا و ریختن آن‌ها در قالب‌های مخصوص برای ایجاد شکل نهایی است. علاوه بر این، متالورژی پودر به عنوان یک روش پیشرفته دیگر، با تولید پودرهای نایمونیک و سپس فشرده‌سازی و سینتر کردن آن‌ها، خواص مطلوبی را به ارمغان می‌آورد. روش‌های دما بالا، از جمله تکنیک‌های همزن و پردازش حرارتی، نیز به بهبود توزیع عناصر آلیاژی و خواص مکانیکی کمک می‌کنند. جوشکاری با استفاده از تکنیک‌های خاصی نظیر جوشکاری قوس الکتریکی و جوشکاری لیزری، برای تعمیر و ساخت اجزای نایمونیک به کار می‌روند. روش ریخته‌گری دقیق نیز با استفاده از مدل‌های موم یا پلاستیکی و پوشش‌دهی آن‌ها در مواد مقاوم، امکان تولید قطعات دقیق از نایمونیک را فراهم می‌آورد. هر یک از این روش‌ها مزایا و کاربردهای خاص خود را دارد و انتخاب مناسب‌ترین روش بستگی به نیازهای صنعتی و خواص مورد نظر این آلیاژ دارد.

## کاربردهای صنعتی و موارد استفاده
ترکیب شیمیایی نایمونیک به‌گونه‌ای طراحی شده که خواص مکانیکی برجسته‌ای را به آن می‌دهد. نیکل و کروم، در کنار تیتانیم و آلومینیم، به آلیاژهای نایمونیک اجازه می‌دهند تا مقاومت بالایی در برابر خزش و دماهای بسیار بالا داشته باشند. این خواص آنها را برای استفاده در شرایط سخت ایده‌آل می‌کند.
نایمونیک به‌طور ویژه برای استفاده در قطعات هواپیما و اجزای توربین گازی، مانند تیغه‌های توربین و نازل‌های خروجی در موتورهای جت ایده‌آل است، جایی که فشار و گرما بسیار زیاد است. علاوه بر این، برخی از کاربردهای دیگر نایمونیک در صنایع پتروشیمی، انرژی (توربین‌های بادی) و تجهیزات پزشکی (پروتزهای مصنوعی) است.
آلیاژهای مختلف نایمونیک به شرح زیر استفاده می‌شوند:
نایمونیک 80A: برای تیغه‌های توربین در موتورهای رولز-رویس نن و د هویلند گاوست.
نایمونیک ۹۰: برای بریستول پروتوس.
نایمونیک ۱۰۵: برای موتورهای گاز توربینی رولز-رویس اسپی.
نایمونیک ۲۶۳: در محفظه‌های احتراق موتور رولز-رویس/سنکما الیمپوس ۵۹۳ که بر روی هواپیمای فوق صوت کنکورد استفاده می‌شود.
نایمونیک 80A: در سوپاپ‌های خروجی اکثر خودروهای ساب با توربوهای با قدرت بالا.
توسعه و تولید نایمونیک با چالش‌هایی روبرو است، از جمله هزینه‌های تولید و رقابت با مواد جدید. پیش‌بینی‌ها نشان می‌دهد که تحقیقات بر روی بهبود خواص نایمونیک و کاهش هزینه‌های تولید در آینده ادامه خواهد یافت و تحقیقات اخیر بر روی افزودن نانوذرات به ساختار نایمونیک برای بهبود خواص مکانیکی و حرارتی این آلیاژ متمرکز شده است.
تحلیل بازار جهانی نشان می‌دهد که تقاضا برای نایمونیک در صنایع مختلف رو به افزایش است و روندهای جدید در بازار نشان‌دهنده اهمیت بیشتر این آلیاژ در آینده خواهد بود.

## مقایسه با دیگر آلیاژها
نایمونیک، به عنوان یک سوپرآلیاژ پایه نیکل، در مقایسه با آلیاژهای پایه کبالت و آهن دارای مزایای برجسته‌ای است که آن را برای کاربردهای خاص ایده‌آل می‌سازد. آلیاژهای پایه کبالت، مانند «مریل» و «هیدرومار»، در دماهای بالا و شرایط سخت استحکام و مقاومت به اکسیداسیون خوبی ارائه می‌دهند، اما نایمونیک‌ها معمولاً در دماهای بالاتر و تحت فشارهای شدیدتر عملکرد بهتری دارند. از سوی دیگر، آلیاژهای پایه آهن مانند «۳۱۱» و «۳۴۷» ممکن است هزینه کمتری داشته باشند اما در مقایسه با نایمونیک‌ها از نظر مقاومت به خزش و خوردگی عملکرد ضعیف‌تری دارند. نایمونیک‌ها همچنین به دلیل مقاومت بالای خود در برابر خوردگی و طول عمر بیشتر، در عرصه‌های تکنولوژیک خاص، از جمله موتورهای جت و توربین‌های گازی، مزیت قابل توجهی را ارائه می‌دهند. اگرچه هزینه تولید نایمونیک‌ها بالاتر است، اما مزایای عملکردی آن‌ها و صرفه‌جویی در هزینه‌های تعمیر و نگهداری در بلندمدت، این موضوع را توجیه می‌کند.

## نگرانی‌های زیست‌محیطی و بازیافت
نگرانی‌های زیست‌محیطی مرتبط با نایمونیک شامل چندین جنبه مهم است. در ابتدا، استخراج مواد اولیه نظیر نیکل و کروم برای تولید نایمونیک ممکن است به تخریب محیط زیست، آلودگی خاک و آب و از بین رفتن زیستگاه‌های طبیعی منجر شود. همچنین فرآیندهای تولید این آلیاژ، ممکن است منجر به انتشار گازهای گلخانه‌ای مانند CO2 و دیگر آلاینده‌ها به جو شود که تأثیرات منفی بر تغییرات اقلیمی و کیفیت هوا دارد. در این میان، مدیریت زباله‌های صنعتی و خطرناک ناشی از تولید نایمونیک نیز از اهمیت بالایی برخوردار است.
از سوی دیگر، نایمونیک به دلیل ماهیت خود قابلیت بازیافت بالایی دارد. این آلیاژ می‌تواند با فرآیندهای بازیافت نظیر ذوب مجدد و تصفیه، به چرخه تولید بازگردانده شود که نه تنها هزینه‌های تولید را کاهش می‌دهد، بلکه به صرفه‌جویی در منابع اولیه کمک می‌کند. با توجه به اینکه در حال حاضر توجه به پایداری و مسئولیت‌پذیری اجتماعی افزایش یافته، شرکت‌ها می‌توانند با تمرکز بر روی فرآیندهای بازیافت و مدیریت مواد زباله، بازخورد مثبتی از مشتریان و جامعه دریافت کنند. تحقیقات در زمینه بهینه‌سازی و توسعه روش‌های جدید بازیافت نیز می‌تواند به کاهش اثرات زیان‌بار تولید نایمونیک کمک کند و استفاده بهینه از منابع طبیعی را تضمین نماید.